# ریس نلسون
ریس لوک نلسون (انگلیسی: Reiss Luke Nelson؛ زادهٔ ۱۰ دسامبر ۱۹۹۹) بازیکن فوتبال اهل انگلستان است.که در باشگاه فوتبال آرسنال بازی می‌کند.